# Jorge Bailey Lembcke
Jorge Arturo Bailey Lembcke (Lima, 21 de octubre de 1891-19??) fue un diplomático peruano. Fue ministro plenipotenciario en Noruega, Dinamarca y Oriente Medio.

## Biografía
Nacido en Lima en el seno de una familia inglesa, sus padres fueron John Bailey Dearberg y Adelina Lembcke Bellodas (hija del diplomático sueco Juan Federico Lembcke). 
Luego de seguir sus estudios en Inglaterra, regresó al Perú y se incorporó al escuadrón de caballería del Ejército en 1910 a raíz del conflicto con Ecuador. 
Tras ingresar al servicio diplomático, en 1916 fue nombrado canciller del consulado general en Nueva York, cargo que desempeñó hasta 1919, cuando se retiró a raíz del golpe de Estado al presidente José Pardo. En 1925, se reincorporó y fue destinado a la legación en Quito, de la que se hizo cargo en 1926. Este último año, pasó como primer secretario en Bogotá y luego en 1929 a Bolivia, donde reemplazó interinamente al ministro José Bustamante y ayudó al escape del perseguido general Hans Kundt tras su caída. En 1931, se trasladó a Asia para desempeñarse como encargado de negocios en China y Japón, siendo que en Tokio coordinó la compra de armamento para su país a raíz del conflicto de Leticia. En 1936, pasó con el mismo cargo a Londres; sin embargo, la ausencia de Raúl Porras Barrenechea de la legación de Madrid lo obligó a trasladarse a esta ciudad bajo las órdenes de Juan de Osma. Durante la Guerra Civil se dedicó a brindar refugio a los perseguidos peruanos y españoles ayudando a su evacuación, en especial a la de un grupo de parientes de la Familia Real y la nobleza con auxiliados por la Armada británica. Al año siguiente, fue destinado a Cuba, Santo Domingo y Haití con su cargo anterior. 
En 1939, regresó al Ministerio de Relaciones Exteriores, donde se desempeñó primero como jefe del Archivo y la Biblioteca y luego como coordinador de Política inmigratoria. En 1947, fue designado ministro plenipotenciario en Noruega y Dinamarca, puesto que desempeñó hasta 1950. Posteriormente, ocupó el mismo puesto en Oriente Medio (Líbano, Irak, Jordania, Arabia Saudita, Egipto y Adís Abeba) hasta su retiro en 1954.

## Publicaciones
- Recuerdos de un diplomático peruano. 1917-1954

## Distinciones
- Orden del Sol Levante, Japón
- Orden de Isabel la Católica, España
- Orden de Mérito, Haití
- Orden de Juan Pablo Duarte, República Dominicana
- Orden de San Olaf, Noruega